# (2464) Норденшёльд
(2464) Норденшёльд ((2464) Nordenskiöld) — астероид главного пояса, который был открыт 19 января 1939 года финским астрономом Ирьё Вяйсяля в обсерватории Турку и назван в честь родившегося в Финляндии шведского географа Адольфа Эрика Норденшёльда.